# SymPy
SymPy est une bibliothèque en Python spécialisée dans le calcul formel qui ne dépend d'aucune bibliothèque supplémentaire. Elle est à la fois disponible en tant qu'application de bureau et d'application sur Internet avec Sympy Live. Elle permet de faire du calcul arithmétique formel basique, de l'algèbre, des mathématiques différentielles, de la physique, de la mécanique classique ou quantique. C'est un logiciel libre.

## Exemples

### Développement
L'exemple qui suit développe l'expression mathématique définie dans la variable e tout en détaillant le processus :
```
>>>
 
from
 
sympy
 
import
 
init_printing
,
 
Symbol
,
 
expand

>>>
 
init_printing
()

>>>

>>>
 
a
 
=
 
Symbol
(
'a'
)

>>>
 
b
 
=
 
Symbol
(
'b'
)

>>>
 
e
 
=
 
(
a
 
+
 
b
)
**
5

>>>
 
e

       
5

(
a
 
+
 
b
)
 

>>>
 
e
.
expand
()

 
5
      
4
        
3
  
2
       
2
  
3
       
4
    
5

a
  
+
 
5
⋅
a
 
⋅
b
 
+
 
10
⋅
a
 
⋅
b
  
+
 
10
⋅
a
 
⋅
b
  
+
 
5
⋅
a
⋅
b
  
+
 
b

```

### Dérivée
L'exemple qui suit, cette-fois, calcule la dérivée différencielle, puis la dérivée partielle de la fonction f définie dans la variable f :
```
>>>
 
from
 
sympy
 
import
 
init_printing
,
 
symbols
,
 
ln
,
 
diff

>>>
 
init_printing
()

>>>
 
x
,
y
 
=
 
symbols
(
'x y'
)

>>>
 
f
 
=
 
x
**
2
 
/
 
y
 
+
 
2
 
*
 
x
 
-
 
ln
(
y
)

>>>
 
diff
(
f
,
x
)

 
2
⋅
x
    
 
───
 
+
 
2

  
y
 

>>>
 
diff
(
f
,
y
)

    
2
    
   
x
    
1

 
-
 
──
 
-
 
─

    
2
   
y

   
y

>>>
 
diff
(
diff
(
f
,
x
),
y
)

 
-
2
⋅
x

 
────

   
2
 
  
y

```